# Rouletabille (périodique)
Pour les articles homonymes, voir Rouletabille.
Rouletabille est une revue disparue de l'éditeur de petit format Aventures & Voyages qui a onze numéros de janvier 1965 à novembre 1965 avant de fusionner avec la revue Rocambole pour devenir Rocambole et Rouletabille. C'est une adaptation libre des romans de Gaston Leroux.

## Les Séries
- Pecos Bill (Guido Martina & Raffaele Paparella, Dino Battaglia, Pier Luigi De Vita, Gino D'Antonio, Francisco Gamba ou Leone Cimpellin).
- Rouletabille (studio Barbato, Paolo Morisi, Daniel Martin) : N° 1 à 11.
- Titchioli (JH Pinçon & H. Dufranne)